# Harriet
Harriet är en engelsk form av det franska namnet Henriette som kommer från det germanska namnet Heimrik, sammansatt av ord som betyder hem och härskare. Därmed har Harriet samma ursprung och betydelse som namnsdagsgrannen Harry. Det äldsta belägget i Sverige är från år 1805.
Den 31 december 2014 fanns det totalt 8 673 kvinnor folkbokförda i Sverige med namnet Harriet, varav 3 773 bar det som tilltalsnamn.
Namnsdag: 10 oktober  (1986-1992: 22 augusti, 1993-2000: 5 september). I den finlandssvenska namnsdagslängden har Harriet namnsdag 6 januari sedan 1973. Före det hade Harriet namnsdag 8 oktober 1950–1972.

## Personer med namnet Harriet

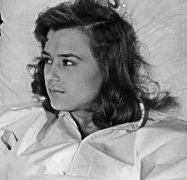
Harriet Andersson

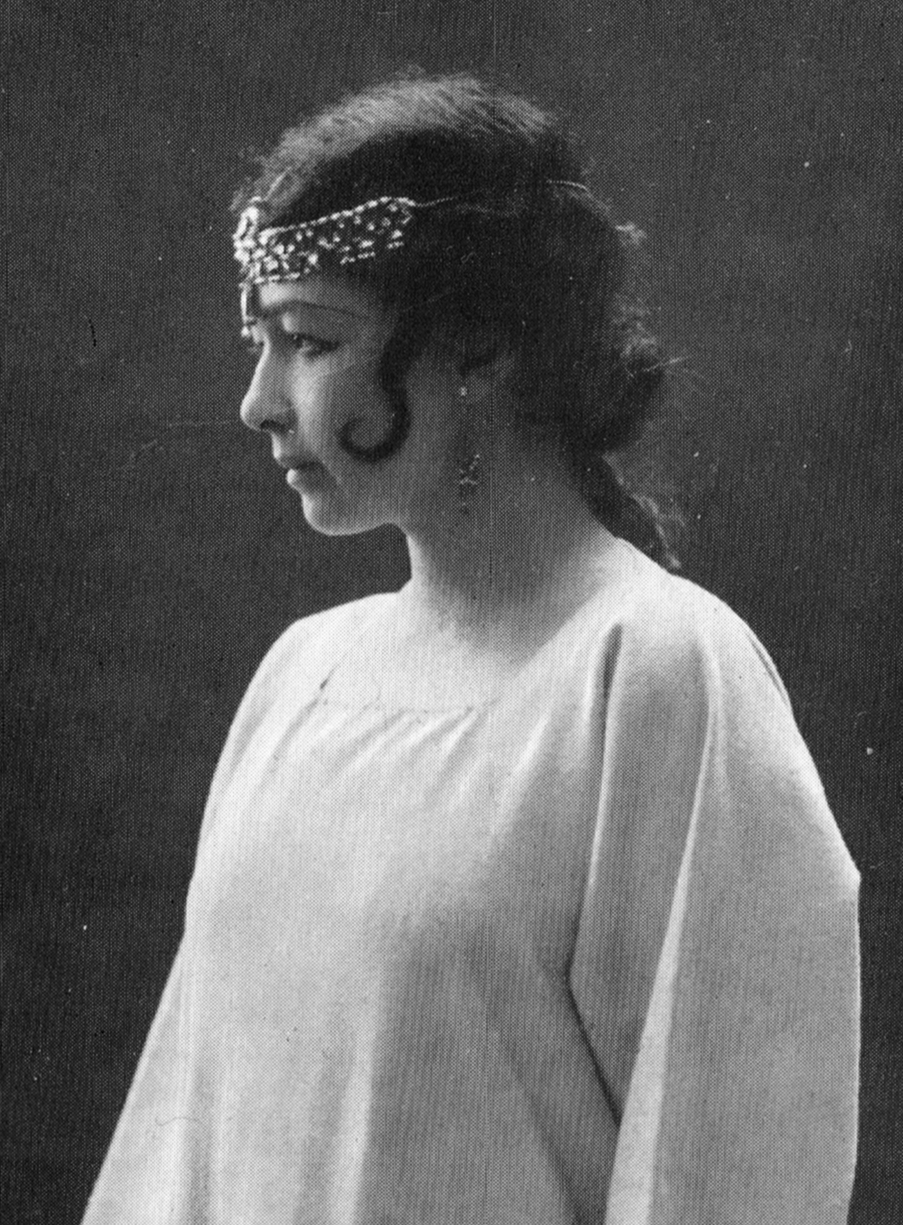
Harriet Bosse

- Harriet Andersson, svensk skådespelare
- Harriet Andreassen, norsk politiker
- Harriet Backer, norsk konstnär
- Harriet Beecher Stowe, amerikansk författare och slaverimotståndare
- Harriet Bland, amerikansk friidrottare
- Harriet Bloch,  dansk författare och manusförfattare
- Harriet Bosse, norsk-svensk sångerska och skådespelare
- Harriet Brooks, kanadensisk fysiker
- Harriet Clayhills, finlandssvensk författare och journalist
- Harriet Colliander, svensk politiker (NyD)
- Harriet Forssell, svensk sångerska, musikalartist och skådespelare
- Harriet Hageman, amerikansk politiker
- Harriet Harman, brittisk politiker och fd minister
- Harriet Hjorth, svensk författare
- Harriet Lane, amerikansk första dam, systerdotter till ogifte presidenten James Buchanan
- Harriet Lee, brittisk författare
- Harriet Lindeman, åländsk politiker
- Harriet Löwenhjelm, svensk konstnär och poet
- Harriet May Mills, amerikansk rösträttsaktivist
- Harriet Nordlund, svensk-samisk skådespelare, manusförfattare och författare
- Harriet Percy, svensk musiker och författare
- Harriett Philipson, svensk skådespelare
- Harriet Quimby, amerikansk flygpionjär
- Harriet Silius, finlandssvensk professor i kvinnoforskning
- Harriet Sundström, svensk konstnär
- Harriet Taylor Mill, brittisk filosof, författare och kvinnorättskämpe
- Harriet Tubman, afro-amerikansk frihetskämpe
- Harriet Wallberg, svensk professor, f.d universitetskansler

## Fiktiva personer med namnet Harriet
- Harriet the spy – eller på svenska "Harriet spion" – är en barnboksfigur skapad av den amerikanska författarinnan Louise Fitzhugh, publicerad 1964 och filmatiserad 1996
- Harriet Vane, Lord Peter Wimseys "romantic interest" i deckarna av Dorothy Sayers